# Joya rompecabezas
Una pieza de joyería rompecabezas es un rompecabezas que una persona puede usar como joyería. Estos rompecabezas pueden ser tanto totalmente funcionales mecánicamente como estéticamente agradables como piezas de joyería portátil.

## Ejemplos de joyas de rompecabezas disponibles
La siguiente lista implica que está disponible una versión pequeña del rompecabezas citado con un diseño y acabado adecuados para ser usado como joyería.
- Anillo de rompecabezas, a menudo fabricado en Turquía con cuatro anillos interconectados.[1]